# Říjen 2017

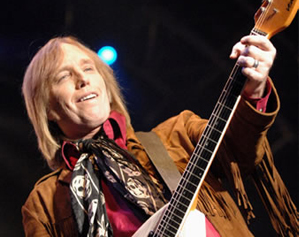
Tom Petty

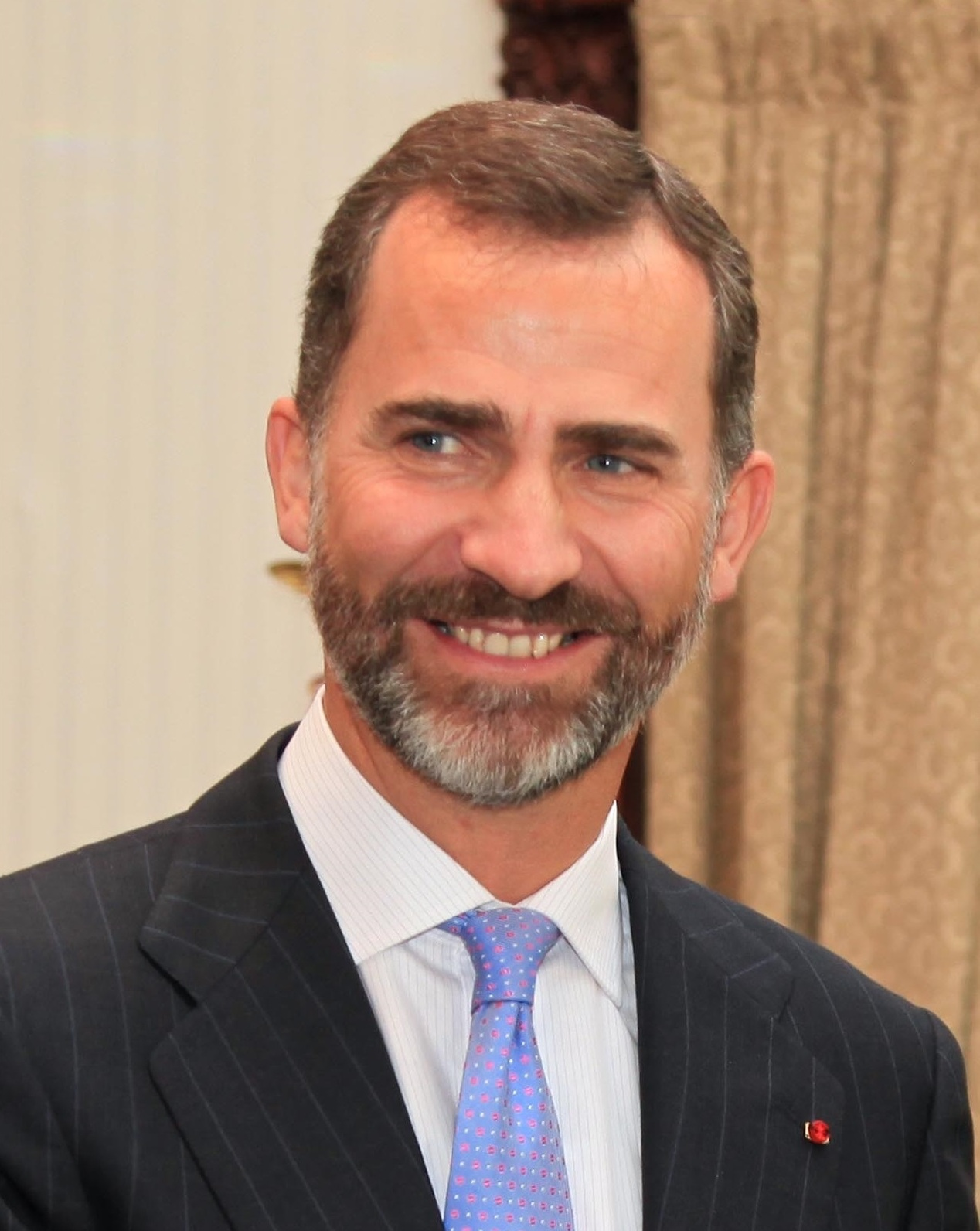
Filip VI. Španělský

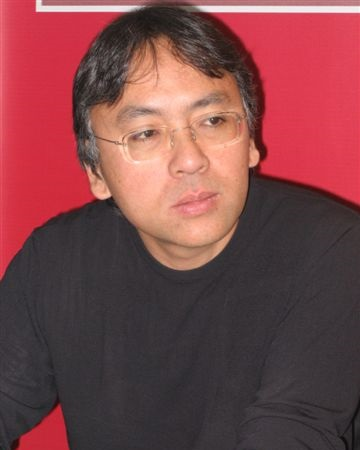
Kazuo Ishiguro

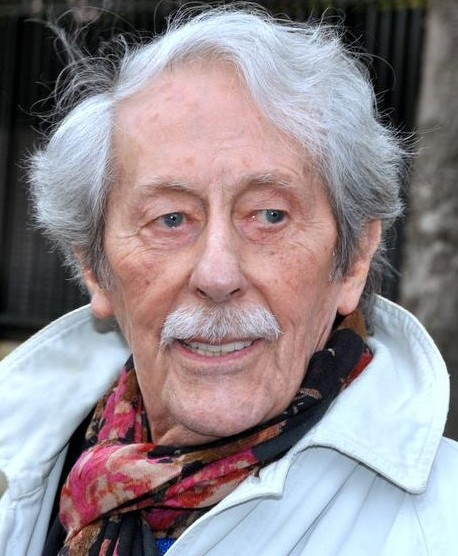
Jean Rochefort

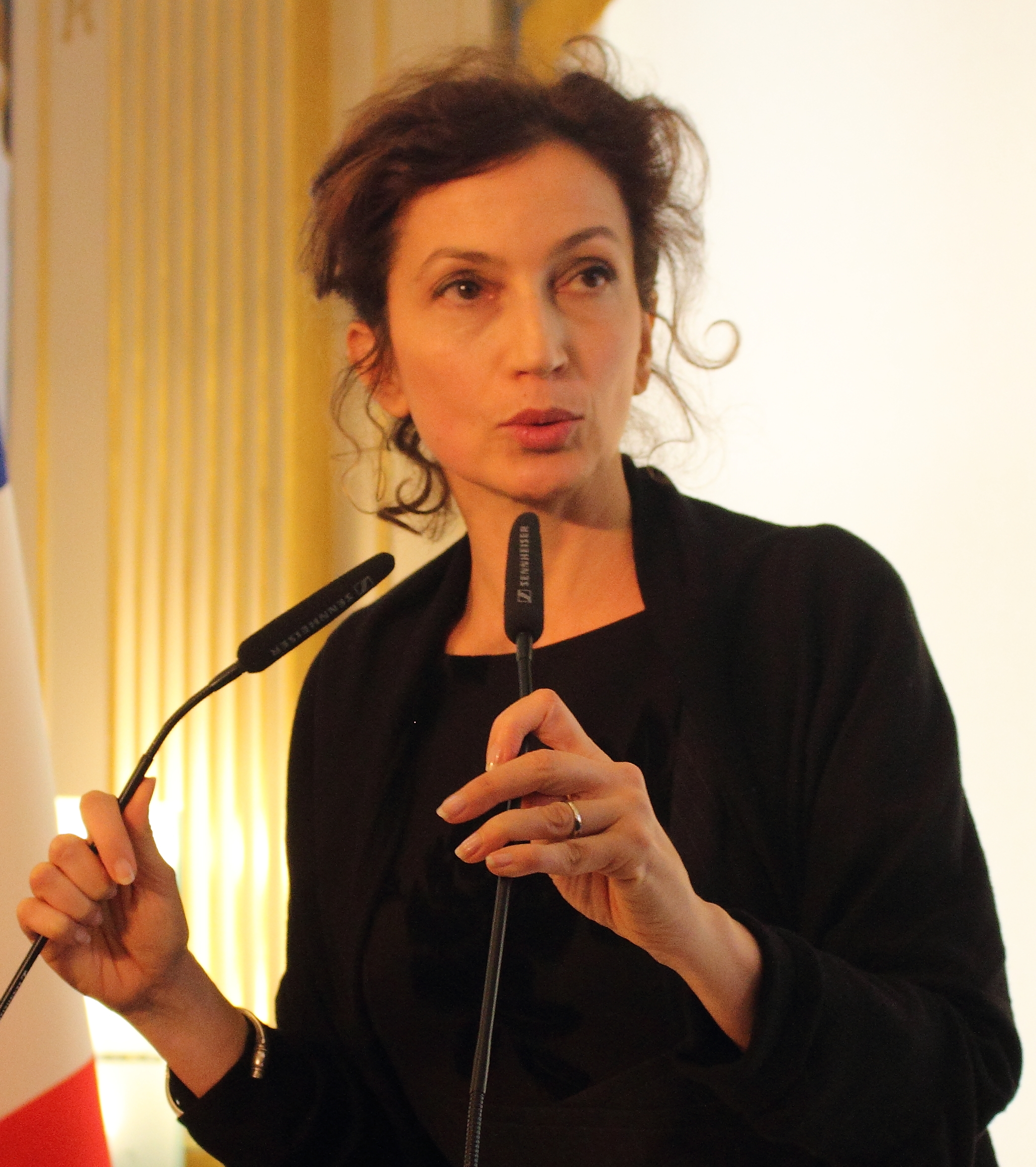
Audrey Azoulayová

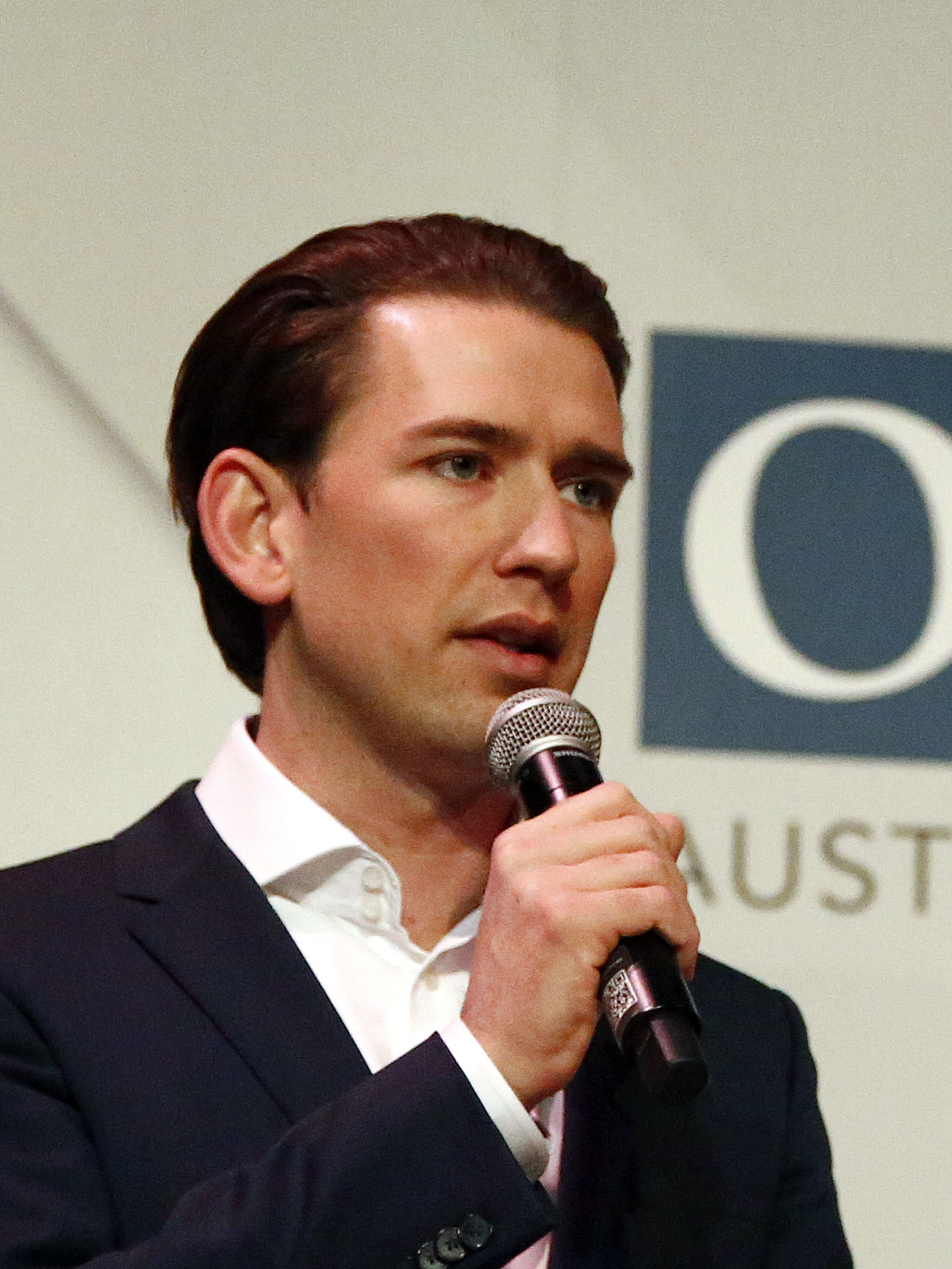
Sebastian Kurz

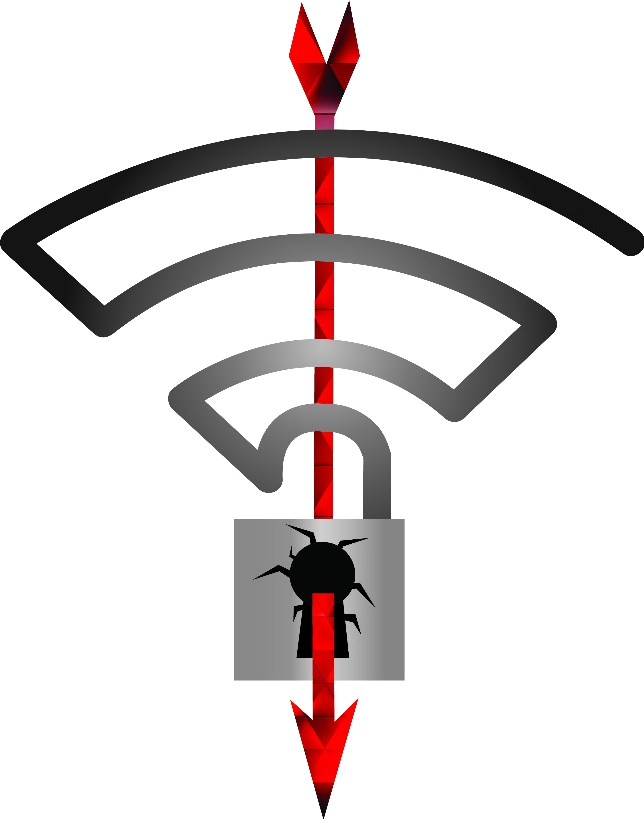
KRACK

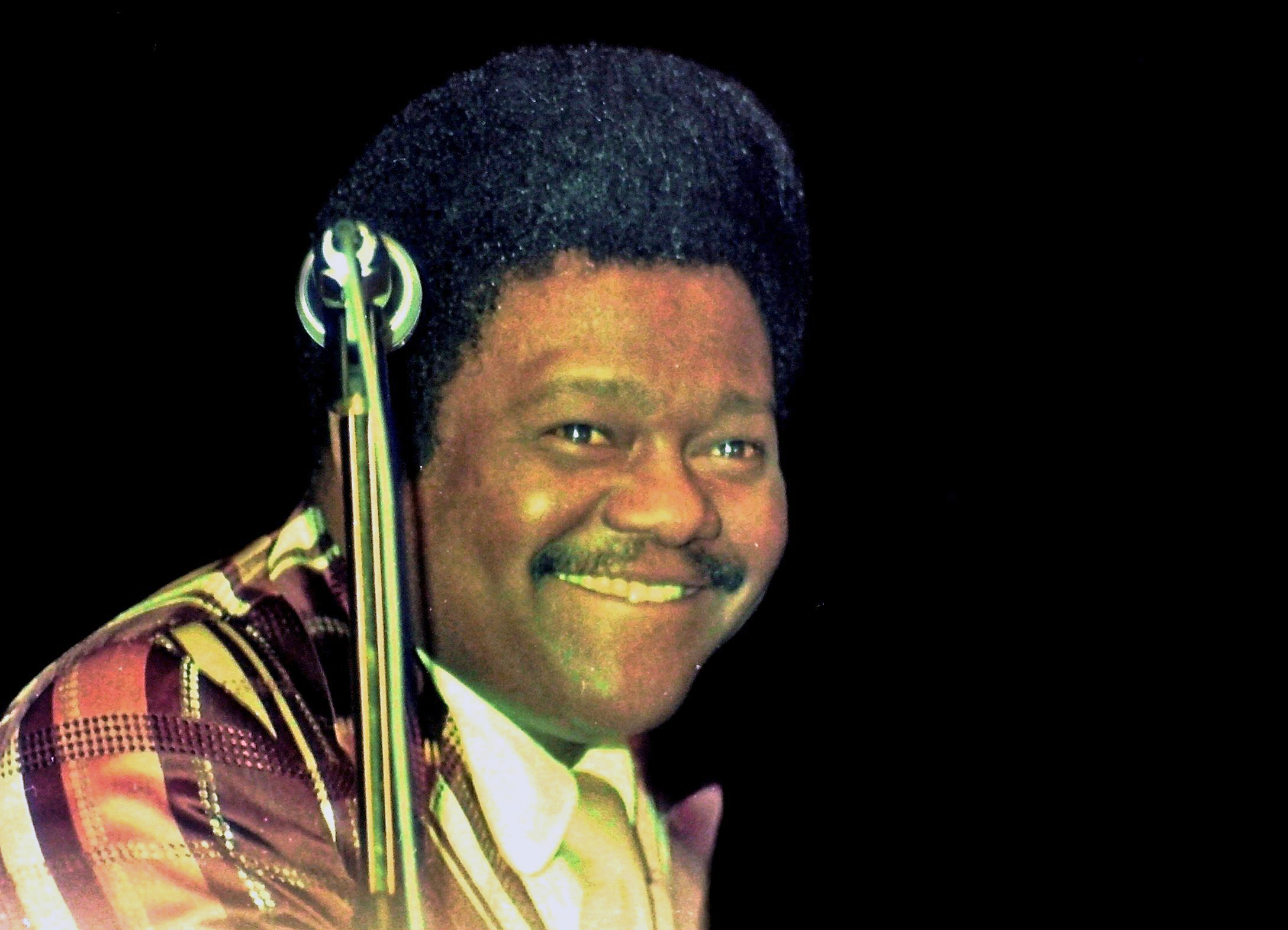
Fats Domino

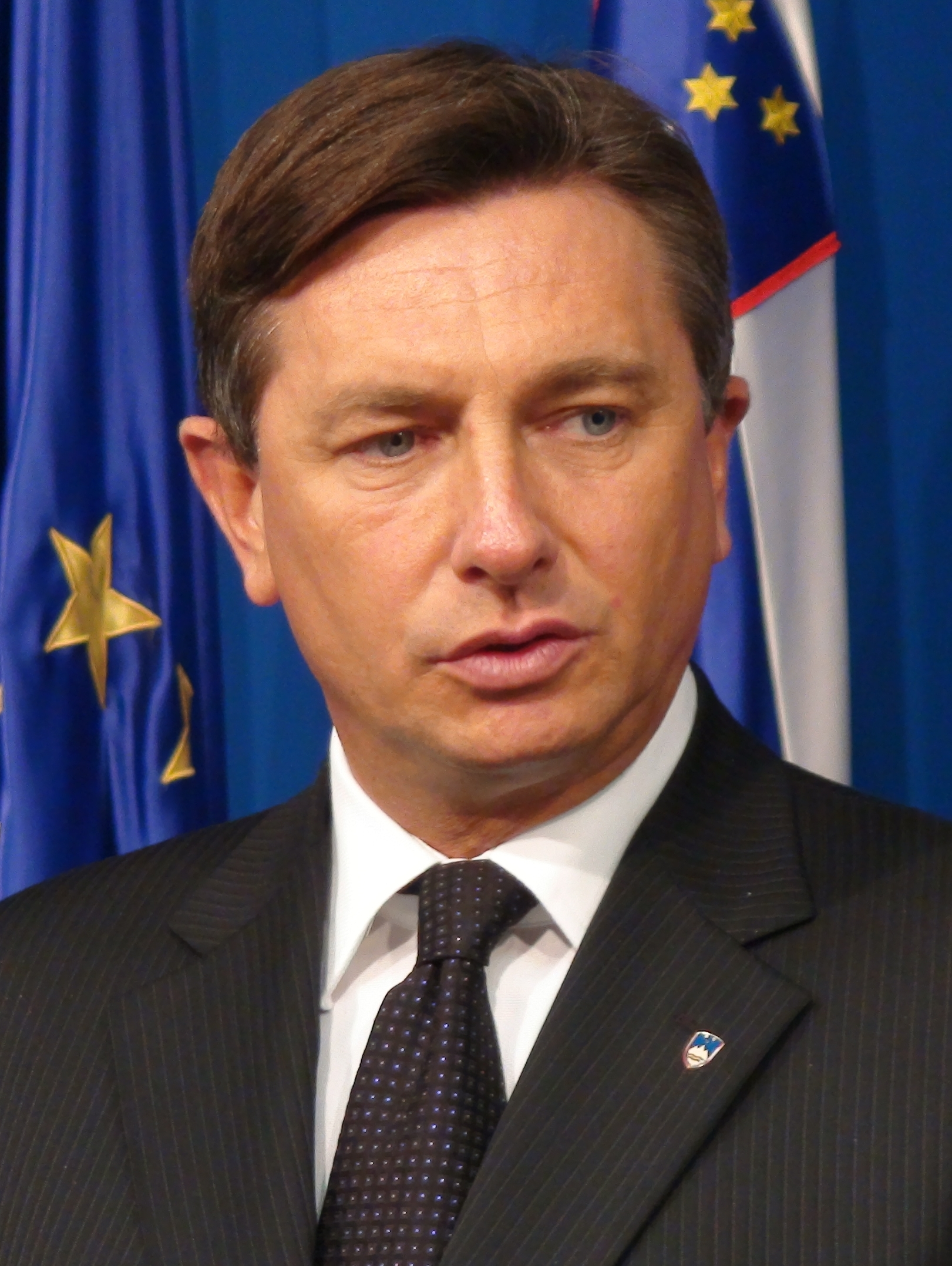
Borut Pahor

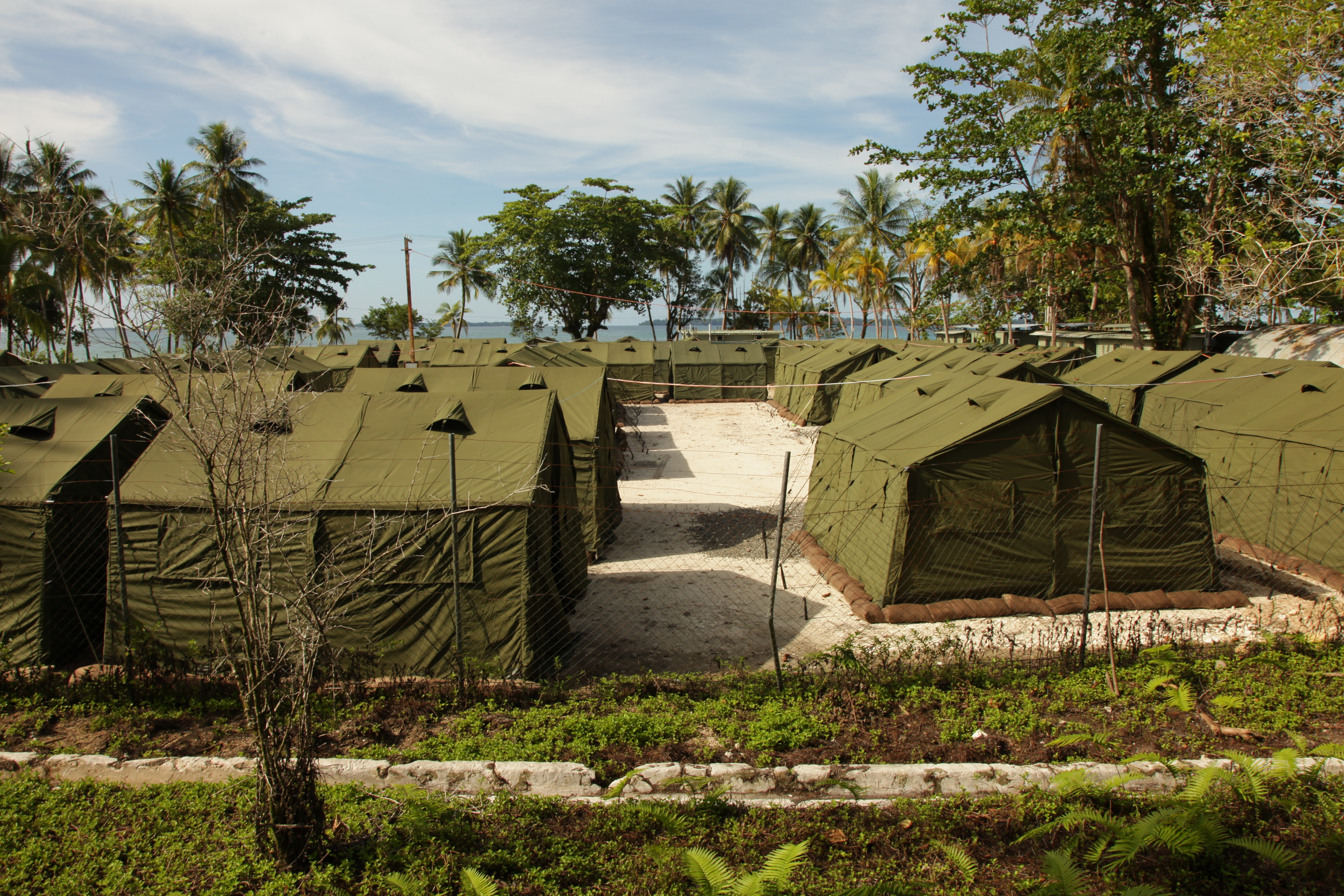
Internační tábor na ostrově Manus

Toto je archivovaný článek z portálu Aktuality.
1. října – neděle
 Nejméně osm demonstrantů bylo zabito při protestech v anglofonních oblastech Kamerunu. Protestující požadují osamostatnění anglicky mluvících oblastí země.
 Stovky lidí byly zraněny španělskou policií během konání státem neuznaného referenda o nezávislosti Katalánska.
2. října – pondělí
 Ve věku 66 let zemřel americký kytarista a zpěvák Tom Petty.
 Pátá největší britská letecká společnost Monarch Airlines oznámila bankrot, přestala vypravovat svá letadla a zrušila zarezervované letenky. Je to dosud největší krach letecké společnosti v zemi, který postihl 300 000 lidí, z nichž 110 000 je v zahraničí a zatím se nemají jak dostat domů.
 58 lidí bylo zabito a dalších dvě stě zraněno při útoku střelce na country koncert v Las Vegas. Útočník ve věku 64 let spáchal sebevraždu.
 Nobelova cena za fyziologii a lékařství byla udělena genetikům Jeffrey C. Hallovi, Michael Rosbashovi a Michael W.Youngovi za objev molekulárního mechanismu ovládajícího cirkadiánní rytmus.
 Pražští taxikáři zahájili protestní jízdu mezi Letištěm Václava Havla a centrem města na protest proti přepravní službě Uber.
3. října – úterý
 Španělský král Filip VI. odsoudil katalánské referendum jako nezákonné a nezodpovědné, a situaci v zemi označil jako extrémně závažnou. Katalánské odbory vyhlásily generální stávku.
 Nobelova cena za fyziku byla udělena Raineru Weissovi, Barrymu Barishovi a Kipu S. Thornovi za jejich práci na vytvoření detekčního zařízení LIGO a následné detekci gravitačních vln.
4. října – středa
 Ve věku 75 let zemřel karikaturista Vladimír Renčín, mimo jiné autor Večerníčku O zvířátkách pana Krbce.
 Nobelova cena za chemii byla udělena Jacquesi Dubochetovi, Joachimu Frankovi a Richardu Hendersonovi za rozvoj kryoelektronové mikroskopie pro zobrazování biomolekul.
 Saúdský král Salmán zahájil historicky první státní návštěvu Ruska.
5. října – čtvrtek
 Nejméně 20 lidí zemřelo během tropické bouře Nate v Kostarice, Nikaragui a Hondurasu.
 Španělský ústavní soud rozhodl o odložení pondělní schůze katalánského parlamentu, na které mělo dojít k vyhlášení nezávislosti Katalánska.
 Britský spisovatel japonského původu Kazuo Ishiguro získal Nobelovu cenu za literaturu.
 Irácká armáda s podporou milic Hašd Šaabí dobyla město Havídža, poslední pozici Islámského státu v guvernorátu Kirkúk.
 Zemřel fyzik a zakladatel elektronové mikroskopie v Československu Armin Delong.
6. října – pátek
 Nobelova cena za mír byla udělena Mezinárodní kampani za zrušení jaderných zbraní.
 Společnost Travel Service oznámila, že se stane majoritním akcionářem Českých aerolinií.
7. října – sobota
 Stavaři prorazili severní tubus nejdelšího železničního tunelu v Česku u Ejpovic.
 Turecký prezident Recep Tayyip Erdoğan oznámil zahájení vojenské operace Syrské svobodné armády proti bývalé syrské pobočce al-Káidy v provincii Idlib.
 Spojené státy americké po dvaceti letech zrušily většinu sankcí proti Súdánu.
8. října – neděle
 Mario Vargas Llosa, peruánský nositel Nobelovy ceny za literaturu, se v Barceloně zúčastnil 350tisícové demonstrace za jednotu Španělska.
9. října – pondělí
 Americký ekonom Richard Thaler získal Nobelovu pamětní cenu za ekonomii za rozvoj oboru behaviorální ekonomie.
 Ve věku 87 let zemřel francouzský herec Jean Rochefort, trojnásobný držitel ceny César.
10. října – úterý
 Nejméně 40 lidí bylo zabito a statisíce evakuovány kvůli sérii lesních požárů v kalifornských okresech Sonoma a Napa.
 Opoziční kandidát Raila Odinga stáhl svou kandidaturu v opakovaných keňských prezidentských volbách do doby než bude provedena jím požadovaná volební reforma.
11. října – středa
 Ženská práva: Indický nejvyšší soud rozhodl, že pohlavní styk s nezletilou je znásilněním i v případě uzavření manželství.
12. října – čtvrtek
 Americké ministerstvo zahraničí oznámilo, že na konci roku 2018 ukončí členství v organizaci UNESCO. Obdobný záměr vyjádřil také Izrael.
 Palestinské organizace Fatah a Hamás uzavřely dohodu o společné civilní správě v Pásmu Gazy.
13. října – pátek
 Audrey Azoulayová (na obrázku), bývalá francouzská ministryně kultury, byla zvolena novou generální tajemnicí organizace UNESCO.
14. října – sobota
 Irácká vláda nařídila bojovníkům Pešmergy stažení ze sporného města Kirkúk, což kurdská reprezentace odmítla. Lidové mobilizační síly vyzvaly civilisty k neprodlené evakuaci.
 Nejméně 240 lidí bylo zabito při sérii výbuchů v somálském hlavním městě Mogadišu.
 Syrské ozbrojené síly osvobodily město Al Mayadeen v guvernorátu Dajr az-Zaur považované za „hlavní město“ Islámského státu, poté co Syrské demokratické síly obklíčily město Rakka.
 Blanco, vůdce mezinárodní zločinecké organizace MS-13, byl zatčen v guatemalském městě Chimaltenango.
15. října – neděle
 Rakouské parlamentní volby vyhrála Rakouská lidová strana vedená Sebastianem Kurzem (na obrázku).
 Vítězem prezidentských voleb v Kyrgyzstánu se stal sociálně demokratický kandidát Sooronbaj Žeenbekov. Jde o první mírovou změnu hlavy státu v historii země.
 Česká reprezentace v malém fotbale zvítězila na Mistrovství světa 2017 v Tunisku, když ve finále porazila Mexiko 3:0.
16. října – pondělí
 Bezpečnostní experti zveřejnili chybu v zabezpečení bezdrátového připojení wi-fi pomocí protokolu WPA2. Zasaženy jsou operační systémy Android, GNU/Linux, iOS, MS Windows, OpenBSD a macOS.
 Milice Hašd Šaabí podporované iráckou armádou vstoupily do města Kirkúk ovládaného kurdskou Pešmergou.
 Nejméně 30 lidí zahynulo při lesních požárech v Portugalsku a španělské Galicii rozdmýchaných větrem hurikánu Ophelia.
 Filipínská armáda zabila vůdce povstaleckých skupin Abú Sajjáf a místní odnože Islámského státu během bojů ve městě Marawi na ostrově Mindanao.
17. října – úterý
 Nejméně 41 lidí bylo zabitu při útoku Tálibánu na policejní výcvikové centrum v afghánském městě Gardéz.
 Syrské demokratické síly zlomily veškerý odpor příslušníků Islámského státu v syrském městě Rakka.
 Epidemie plicního moru si na Madagaskaru vyžádala nejméně 57 obětí.
19. října – čtvrtek
 Nejméně 43 afghánských vojáků bylo zabito při útoku Tálibánu na vojenskou základnu v provincii Kandahár.
21. října – sobota
 Volby do Poslanecké sněmovny vyhrálo s 29,64 % hnutí ANO 2011 následováno ODS s 11,32 %. Třetí místo obsadili s 10,79 % piráti. Do sněmovny se ještě dostalo SPD se ziskem 10,64 %, následovali je komunisté (7,76 %), ČSSD (7,27 %), lidovci (5,8 %), TOP 09 (5,31 %) a Starostové (5,18 %).
25. října – středa
 Ve věku 89 let zemřel americký rokenrolový zpěvák Fats Domino (na obrázku).
 Irácký Kurdistán nabídl centrální vládě v Bagdádu zmražení implementace výsledků referenda o nezávislosti výměnou za zastavení bojů.
 FBI zveřejnila vyšetřovací spis týkající se masakru v Sandy Hook Elementary School.
26. října – čtvrtek
 Venezuelská demokratická opozice reprezentovaná Národním shromážděním a venezuelští političtí vězni byli ocenění Sacharovovovu cenu za svobodu myšlení.
 Přeživší střelby v Las Vegas ukončili přítomnost na sociálních médiích poté, co se stali terčem výhrůžek konspiračních teoretiků.
27. října – pátek
 Parlament Katalánska schválil deklaraci nezávislosti na Španělsku, zatímco španělský senát posvětil zavedení přímé správy na tomto území.
 Egyptskému lékaři Mohamedu Helmimu byl památníkem Jad vašem posmrtně udělen titul Spravedlivý mezi národy a stal se tak prvním arabským držitelem tohoto ocenění.
28. října – sobota
 Stávající slovinský prezident Borut Pahor (na obrázku) byl vyznamenám Řádem Bílého lva. Kromě něj bylo vyznamenáno dalších 38 osobností.
29. října – neděle
 Ve věku 53 let zemřel Piotr Szczęsny, který se upálil na protest proti politice vládní strany Právo a spravedlnost.
 Česko a okolní země zasáhla vichřice Herwart, nejničivější vichřice od roku 2007. V Česku zahynuli čtyři lidé, přes 500 000 domácností bylo bez elektrického proudu, přerušen provoz na několika železničních tratích a byl zbořen kostel sv. Valentina v Mostě. V Německu a Polsku zemřelo dalších pět lidí.
 Masúd Barzání oznámil, že odstoupí s funkce prezidenta Iráckého Kurdistánu.
30. října – pondělí
 Federální soud v americkém Washingtonu dočasně zablokoval dekret prezidenta Donalda Trumpa, který transsexuálním osobám zakazoval vstup do armády.
 V Moskvě byl za přítomnosti Vladimira Putina odhalen památník obětem stalinismu Zeď nářků.
31. října – úterý
 Austrálie uzavřela internační tábor pro žadatele o azyl na ostrově Manus v Papui Nové Guineji. Nejméně 600 internovaných odmítlo tábor opustit.
 Katalánská krize: Vůdce katalánských separatistů Carles Puigdemont uprchl do Belgie, kde vyzval k pokračovaní v nenásilném odporu vůči španělské vládě.
 Nejméně 7 lidí bylo zabito poté, co útočník najel pick-upem do skupiny chodců a cyklistů na Dolním Manhattanu v New Yorku poblíž Národního památníku 11. září.